# Al-Alamein, Syria
Al-Alamein (tiếng Ả Rập: العلمين) là một ngôi làng Syria nằm trong Phó huyện Hama của huyện Hama ở Tỉnh Hama. Theo Cục Thống kê Trung ương Syria (CBS), al-Alamein có dân số 1.081 trong cuộc điều tra dân số năm 2004.